# 早乙女らぶ
早乙女 らぶ（さおとめ らぶ、1989年8月12日 - ）は、日本のAV女優。BELLTECH所属。

## 略歴
2010年6月にAVデビュー。デビューから半年で100本以上の作品に出演。
また「大島ちろる（おおしま ちろる）」などの名前でイメージ作品にも出演している。所属事務所はBELLTECH。
2011年7月に結成されたアイドルグループ「マシュマロ3D」のメンバー（マシュマロ☆ストロベリー）となり、翌8月にCDデビュー。
2012年8月30日、Milky Pop GenerationからソロCDデビュー。
2013年1月に公開された成人映画『家庭教師いんび誘惑レッスン』で初主演。同年にはCarios & DKXOの『Year-end tax adjustment Beat by PICNIC WOMEN』（アルバム『160OR80』に収録）のミュージックビデオに出演。
2014年5月29日にマシュマロ3Dを卒業。
2019年2月21日、川崎ロック座でストリップデビュー。以降はロック座所属の踊り子として活動。
2022年9月14日に東京・原宿RUIDOで行われた「ミルジェネ10周年記念LIVE Sweet Memories」に歌手として出演。

## 人物
宮城県出身。
X JAPAN、hide、L'Arc-en-Ciel、LUNA SEA、ONE OK ROCK、椎名林檎、清春、などのファン。

## 出演作品

### アダルトビデオ
- 僕らの日常 4（6月2日、フルセイル）
- フェラチオマエストロ 極上濃厚口内射精集。（6月18日、SEX Agent）
- REC 95（7月1日、プレステージ）
- 痴漢OK娘 スペシャル 特別編 あの超極上娘に今度は連日痴漢で中出しもOKさせろ（7月8日、ナチュラルハイ）
- 「無防備パンチラを見られていたと気づき恥ずかしがりながらもっと見せつけてくる女子校生」 VOL.1 （7月8日、DANDY）
- 同棲カップルの家に密着取材にきたカメラマンが巨大チンポだったら彼女を寝取れるか!?（7月13日、はじめ企画）
- 女子コーセーの極エロ丸見え正常位（7月16日、SEX Agent）
- みるスポ! 174（7月19日、みるきぃぷりん♪）※「くらら」名義
- 超スレンダー美人バレリーナ 脅威のウエスト50cm〜日本一細くてかわいいプリマドンナが電撃AVデビュー!（7月22日、ROCKET）※「細野彩夏」名義
- たくさん覚えて「上手だね」って言われたいです。（7月23日、BALTAN）
- スゴ〜く! 制服の似合う素敵な娘（7月25日、オーロラプロジェクト）※「あい」名義
- 皆で宿題をするはずの「お泊まり会」で、偶然、見つけたお兄ちゃんのエロ本のあまりにも衝撃的なスケベ写真を見たうぶっ娘達は、モゾモゾする下半身の衝動を抑えられない!（8月5日、Hunter）
- 美少女仮面セリスティア（8月13日、GIGA）
- 美人ADさんヤっちゃった。 in 騙しのお宿（8月19日、CROSS）※「源みち子」名義
- 相互愛撫手コキ 手コキされながら女の子のカラダを弄りたいと思いませんか?（8月20日、SEX Agent）
- 体育会系部活少女 水泳部 らぶ（8月26日、ラマ）
- 素人援交生中出し 93（8月31日、プラム）
- 会社の同僚と飲みに行った帰りに…（9月1日、edge）
- 絶頂ぐるい 4 イカセ屋本舗 × 絶頂志望の敏感学生5人編（9月7日、桃太郎映像出版）
- hi★touch Vol.4 「真夏の仕事に疲れきったオジサンたちの汗だくチンポに浴衣のお姉さんがムラムラ発情中♥」（9月9日、C&H）
- 援交 転校生 らぶ（9月10日、Up'S）
- 本当に美味しそうにしゃぶるフェラチオ（9月19日、edge）
- 黒タイツ中出し女子校生（9月19日、YeLLOW）
- キミは知っているか?超ビンカン!汁ダク! 包茎マ○コ 〜いつも皮かぶりのクリトリスは、剥いた瞬間に見たこともない絶頂アクメに達する!!〜（9月23日、ディープス）
- A●B候補生 強制オ●ンコ営業（9月24日、サムシング）
- 昏睡させた女にやりたい放題 FILE 1 セールスレディー（10月1日、edge）
- 愛しのごっくんマシーン（10月19日、妄想族）
- 健康ランドでおさげ娘にチ○ポを見せたら逆に責められちゃって困った（10月21日、ナチュラルハイ）
- LEGS+ 14 タイツに魅了された妹（10月22日、HRC）
- TOKYO SCHOOL GIRL 08（10月22日、Sweet Girl）※「あい」名義
- 自分の成長に気付いていない ノーブラミニスカ ○○生（11月4日、アイエナジー）
- 号泣!! 凌辱!!人格無視!! 新人いじめ（11月4日、サディスティックヴィレッジ）
- 禁断の刻印（11月5日、アウダースジャパン）
- DOKIレズ 51（11月5日、アウダースジャパン）
- 美少女スレンダー（11月5日、NON）
- CAR SEX.CAM VOL.4（11月7日、桃太郎映像出版）
- ロリ内科検診 2 わいせつ医師の整体マッサージ中出し（11月17日、LOTUS）
- 年に1度の男子解禁“女子校文化祭”盛り上がっているなか1人っきりでいる女子は、やってくる男の勃起チ○ポを皆に内緒で待っている…（11月18日、ヒビノ）
- 女子●生 お漏らし愛好家 監禁されオムツをはかされる美少女（11月19日、FETISH BOX）
- 女子校生、大悶絶。（11月19日、SEX Agent）
- 部活少女専門マッサージ治療院（11月20日、ピーターズ）
- 小悪魔美少女に接吻で骨抜きにされちゃった僕。（11月25日、アロマ企画）
- 究極の寝取られスワップ 母娘ダッチワイフ（11月25日、ながえスタイル）
- 女体を味わい尽くすマニアックエロス 「顔舐め・接吻」（11月25日、ながえスタイル）
- 目的達成のためなら誰にでも抱かれます。 一生懸命娘（11月25日、Fプロジェクト）
- 制服美少女の誘惑（12月1日、渋谷プラス）
- アキバ系美少女の早漏クリニック 〜早漏を治したいM男クンたち〜（12月5日、未来・フューチャー）
- 微乳ヒロイン（12月10日、GIGA）
- 「ママには言わないで…」 ロリ性感オイルマッサージ 6（12月15日、LOTUS）
- 脱出不可能イラマチオ（12月15日、NON）
- 監禁×調教×精飲M奴隷（12月19日、エムズビデオグループ）
- ロリナンパ ママには内緒にしとこうね…。 初めてのエステ体験（12月20日、ピーターズ）
- 超ネ申星★アイドルオーディション（12月23日、アイエナジー）※「浅田りか」名義
- 少女嫉妬レズ 〜幼なじみの美乳いじめ〜（12月23日、ヒビノ）※「愛」名義
- 「DANDY特別版 日本中を勃起させたあの女教師/女子校生/美淑女/専業主婦は今!? もう一度逢ってヤられたい!」（12月23日、DANDY）
- 薄暗い押入れの中でウブな○学生とかくれんぼ（12月23日、V&Rプロダクツ）
- 制服縞パンニーソックス 3（12月24日、TMA）
- 突然、淫乱美少女に連続2回しゃぶられちゃった僕。（12月25日、アロマ企画）
- 顔は童顔 心は淫乱 おじさん大好き娘（12月25日、ながえスタイル）
- 投稿実話 マジックミラー寝取られセックス（12月25日、ながえスタイル）
- かわいい妹2人と夢の同棲性活（12月25日、kawaii*）

- 実の妹とSEX温泉旅行（1月1日、ワンズファクトリー）
- 少女はザーメン汁をごっくんする夢を見る（1月1日、ガガ・ダッシュ!）
- 目の前で生チ●ぽセンズリをするM男クンをガン見して相互オナニーする小悪魔S美少女（1月5日、未来・フューチャー）
- 親戚の集まりで久しぶりに会った美人すぎるイトコが酔った勢いで僕のチ○ポをイジりはじめた…（1月8日、ヒビノ）
- 女子高生 捕獲・監禁・陵辱 強制イラマチオ奴隷（1月8日、サディスティックヴィレッジ）
- 応募女子シェア なう 4（1月13日、フルセイル）※「あい」名義
- 超ネ申星★アイドル チームLOVEエナジ→のハイスクール・ノーパン組（1月20日、アイエナジー）※「浅田りか」名義
- 羞恥! 青少年発育身体測定 3（1月20日、サディスティックヴィレッジ）※「早乙女愛」名義
- 寸止めSEXで玩具にされちゃった僕。（1月25日、アロマ企画）
- おやじの憧れと青春! ああ〜、麗しの三つ折りソックス女学生（1月25日、Fプロジェクト）
- 少女肉壷扱い らぶ（ラマ）

- ロリータバレリーナ制服少女狩り File.9女子校生らぶ（2月13日、HERO）
- 美少女ニューヒロイン 未成熟なスク水ロリータ2 ローションマットSEX（2月19日、キチックス）
- 禁断のレズオフィス 〜美と愛欲にまみれたオンナの園（5月10日、GARCON）

- 早乙女らぶが煩悩寺に挑戦!（2月8日、煩悩寺）
- ヒプノガールズバンド（4月22日、トラウマアート）
- 千花爛漫ブシドーガールズ（12月27日、STUDIO2.5）

- 当て身コレクション 4（3月27日、トラウマアート）
- ヒプノシンクロニシティ3（8月27日、トラウマアート）
- イラマ&ビンタ 7（9月1日、中嶋興業）
- 壮絶女子柔道実業団 ハッタリ女子選手絞め技・関節技制裁（10月20日、トラウマアート）
- 裏フードルリーグ!「MC早乙女らぶが収録前の打合せで、スタッフと共謀し、プロデューサーを誘惑しながら賞金を稼ぐ密室ハメ撮りゲーム」 〜S級コスプレ美少女は賞金の為にどこまでやれんのか?〜（11月20日、FTB48）
- 羞恥マネキン硬直スプレー 美少女JK編（11月20日、ROCKET）

- インセスト・タブー 肉欲に溺れる美しき姉妹ー（2月1日、FAプロ）
- All You Need IS らぶ（3月7日、桃太郎映像出版）
- あの騙し盗撮から１週間… ワナに嵌ったプロデューサーが撮影中に台本を無視してクソみたいな汁男優を引き連れ集団レイプ! 早乙女らぶの顔面はザーメンまみれ...（4月10日、FTB48）
- センズリマニアの世界 シコシコしている姿をガン見されて嬉し恥ずかし大射精4時間スペシャル（5月15日、ジャネス）
- マッサージに専念するあまりブラが浮いて乳首が丸見えのエステティシャン（5月21日、アイエナジー）
- 女子校生 金蹴り研究会（6月5日、フリーダム）
- 理系女の強制射精モルモットにされた男（7月5日、フリーダム）
- M男強制オナニーサポート 女子校生のフリーダム的JOI（8月5日、フリーダム）
- レズに堕ちていく私 〜一寸先はレズ地獄〜（9月7日、ビビアン）
- 罵倒地獄番外編 センズリを馬鹿にする女 その2（11月5日、フリーダム）
- 抜きやすさバッチリ オナニー専用フェラチオメガMIX フェラチオマスター編 20人4時間（11月13日、ケイ・エム・プロデュース）
- 絶頂の彼方EX（12月26日、@factory）

- フェラが日常茶飯事の世界では突然しゃぶられても射精するまで許してくれない（2月12日、REAL）
- パイパン×コスプレ サオトメラブ（3月21日、クリスタル映像）
- パイパン×メガネ サオトメラブ（3月21日、クリスタル映像）
- ヘンリー塚本の世界 母（おふくろ）三部作 四十路の下半身 五十路女のエロ（3月25日、FAプロ）
- あなた、許して…。-揺さぶられた感情-（5月7日、アタッカーズ）主演:小松千春

- 校内連続イラマと精飲（1月1日、中嶋興業）
- 私(♀)に勉強を教えてほしいとテスト前にやってくるノンケの女友達。他のクラスメイトにバレないようにレズってオトす!（3月7日、変態紳士倶楽部）

- 「混浴温泉でご近所の美熟妻と二人きり♥大きな胸を見ながらせんずりしているのがバレて怒られるかと思ったら…」 VOL.4（5月24日、DANDY）
- こんな野外で?!顔射後も止めない突然の笑顔しゃぶりで連続2回おねだり女子○生 3（6月7日、ナチュラルハイ）
- サエない僕を不憫に思った巨乳な姉に「擦りつけるだけだよ」という約束で素股してもらっていたら互いに気持ち良すぎてマ○コはグッショリ!でヌルっと生挿入!「え!?入ってる?」でもどうにも止まらなくて中出し! 2（6月7日、アイエナジー）
- 新たな刺激を求める変態夫婦たち 旦那の前でシロウト人妻をNTR撮影 プロの技でイキまくり!! 訳アリ妻の番外編 File.03（6月15日、MAD）※「あい」名義
- 元教え子だった女子●生と男はボク1人の王様ゲーム（7月21日、アイエナジー）
- 誘惑的パンチラコレクション 6（7月25日、アロマ企画）
- 誘惑腿コキむちむち網タイツ（7月25日、アロマ企画）
- 妄想パンチラフェロモン 【OL編】（7月25日、アロマ企画）
- 常に性交ハーレムエステ（8月1日、アイエナジー）
- いつまでたっても「セックス」で興奮する大人達へ（8月10日、バルタン）
- 素人男女モニタリング実験でゲッツ!! シロート人妻×巨根サラリーマン 11組の男女を密室に2人きりにしてAV鑑賞させたらどうなる!? エロ動画と勃起チ◎ポにムラムラした人妻はNTR中出しを許してしまうのか!? 4時間検証SP（8月10日、ゲッツ!!）
- 女体化媚薬で美少女化した兄が見下していた弟の童貞巨根にハマり堕ちガチイキアクメ!!（8月10日、ゲッツ!!）
- ピンク病院の噂は本当だった!入浴補助のド助平ナースに鬼パコ!金玉スッカラカンになるまで絶倫ザーメン連続射精!!!（8月10日、ゲッツ!!）
- ラブラブオナニーサポート 貴方が大好き♥（8月13日、アロマ企画）
- 愛液ダラダラ垂れ流すイキ過ぎ絶頂ディルドオナニー（8月15日、プリモ）
- 完全撮り下ろし 最高級昇天映像!! 秘奥淫爆絶頂放置責め 〜逃げられず内部爆発する残酷なプッシー・オルガ〜（8月19日、Baby Entertainment）
- お嬢さま残酷調教倶楽部 第一話に卑猥なイキ晒し淫肉人形に改造された哀しき社長令嬢（9月1日、中嶋興業）
- 地方在住のNTR願望を秘めた人妻を口説き落として即ハメ青姦できるか!? 地方妻ナンパ! 5時間DX（9月14日、ゲッツ!!）
- 民泊として借りたマンションを盗撮してみた結果…女性客はオナニーばかりしていた（9月15日、プリモ）
- 〜完全撮り下ろし！8名の女体激熱パニック〜 くすぐりと電マとポルチオ責めで形成される 複合絶頂の壮絶な昇天地獄（9月19日、Baby Entertainment）
- やっぱり露出が好き。 10年に及ぶ露出記録 早乙女らぶ4時間（9月19日、山と空）
- 手コキの達人 〜しつこ過ぎる手コキと集中乳首舐めによる集団ヌキ！変則型体位で変態達を同時に締め上げる〜（9月21日、SEX Agent）
- パンスト後ろ手固めによる手を使えないフェラチオ人形 〜拘束されてこそ盛り上がる、喉奥まで突っ込む私の姿を見てください〜（9月21日、SEX Agent）
- 女上司にディープキス強要されながら可愛い部下に優しくフェラチオされ続ける。（10月13日、アロマ企画）
- 騎乗位ずっぽりディルド汁濁オナニー（10月15日、プリモ）
- ディルドぶっ挿しながらのフェラ 〜膣穴にパンパンに収まったままだから、口の中だってパンパンにしたくなる〜（10月19日、SEX Agent）
- 公衆便所で強力しびれ薬を強制投与されたOLは身体の自由を奪われ、尿意を堪えきれず屈辱失禁! 醜男達に巨根ピストンで犯され、失神ドMアクメ!!（10月26日、ゲッツ!!）
- 汗臭い激カワつなぎガールに生中出し（11月9日、BAZOOKA）
- 常にパン見せメンズエステ 3（11月22日、アイエナジー）
- 初代渋谷特別特攻本部のナンパ番長がAV女優早乙女○ぶをプライベートで呼び出しホテルで仲間と皆で廻しまくって勝手に発売しますわSP（11月27日、MERCURY）
- 生まれて初めての人妻風俗面接 4（12月6日、アイエナジー）

- サカリ（1月1日、中嶋興業）
- 電車のドアに挟まれて身動きができない 電車のドアに挟まれて身動きできないデカ尻女VSエロガキ 〜女の子のパニックにつけこみ無邪気なエロ悪戯連発〜（1月10日、ROCKET）
- パンチラでボクを挑発する小悪魔J●は乳首が超敏感!乳首いじりで失神寸前エビ反り連続爆イキで感じまくる!（2月7日、アイエナジー）
- えっちなお姉さんの淫語かたりかけぐちゅぐちゅ乳首イジリっ放しオナニー（2月21日、アイエナジー）
- 経験豊富な優しい素人人妻が最高の童貞筆おろし 17（2月21日、アイエナジー）
- 義姉3人とハメっぱなしハーレム中出し大乱交（3月7日、アイエナジー）
- 妹の友達女子○生と男はボク1人だけの王様ゲーム（3月21日、アイエナジー）
- 新宿で見つけた超敏感若奥様が黒人チ○ポでヌルヌル素股に挑戦! 何度イッてもガン突きピストンで連続中出し!（3月21日、アイエナジー）
- ノーブラノーパンで挑発してくるスケベ奥さんが隣に引っ越してきた!（4月4日、グローリークエスト）
- JOI(Jerk Off Instruction) 痴女お姉さんのエロすぎる淫らなオナニー指導（4月12日、BAZOOKA）
- 時短フェラ 〜即尺/即ストローク/即発射、イキ急ぐ平成末期の現代人〜（4月19日、SEX Agent）
- 生まれて初めての人妻風俗面接 5（4月25日、アイエナジー）
- 義妹レズ調教（4月25日、アイエナジー）
- ふたなり家(蓋也家)（4月25日、ROCKET）
- 教え子と生中出し温泉旅行（5月17日、宇宙企画）※「早乙女」名義
- ワキ出しっぱなし性交（5月20日、レイディックス）
- 口臭嗅がせ鼻突っ込み舐めレズ（6月1日、ゑびすさん）
- 連続オーガズム 乳首舐めレズ（6月1日、ゑびすさん）
- 馬乗りで唇奪われディープキス強要され続けながらバキュームフェラでち○ぽ吸い尽くされる その2（6月13日、アロマ企画）
- S級ニューハーフ濃厚レズ性交 Vol.3 高級人妻オイルエステ（6月15日、ピーターズ）
- ガチベロ濃密 絡み合い唾液レズ接吻 2（6月19日、ゑびすさん）
- 町内会の若妻の集まりで男はボク1人だけの王様ゲーム 4（6月20日、アイエナジー）
- 究極の妄想お仕事シリーズ 淫語依存症改善センズリ支援センター チ○ポ、マ○コを連呼して真面目に貴方のオナニーライフをサポートします!（6月20日、ROCKET）
- 生まれて初めての人妻風俗面接 6（7月11日、アイエナジー）
- 軽蔑した顔でおパンツ見せながら挑発して欲しい（7月13日、アロマ企画）
- お尻の穴の収縮とシワの本数までバッチリ分かるアナルひくひくオナニー 2（7月25日、アロマ企画）
- お高く止まった役員秘書の物凄い本性 乱れ狂うドM女体は激痙攣連続イキ!!（8月1日、Baby Entertainment）※「玲美」名義
- リンガム(睾丸)オーラルマッサージ（8月13日、アロマ企画）
- クリトリスの形までハッキリわかる! ノーモザイク 連続絶頂パンツ越しオナニー 2（8月22日、アイエナジー）
- 濃厚ベロチューしながらスローオイル手こきでち○ぽ焦らされ続ける。 その3（8月25日、アロマ企画）
- 性感帯徹底舐めエステレズ（9月1日、ゑびすさん）
- ニーハイブーツレッグフェティッシュ・美脚コキ（9月19日、ゑびすさん）
- 小悪魔女王蹂躙地獄 Episode-6:恥辱の秘肉イキざらしに錯乱する女神（9月25日、Baby Entertainment）
- 人妻の浮気心（10月1日、人妻援護会）
- バーチャルキス（10月1日、ゑびすさん）
- らぶさんぽ DVD 〜企画編〜（11月13日、あら、スケベ）
- 欲求不満な巨乳人妻たちの淫語かたりかけ ぐちゅぐちゅ連続絶頂指オナニー（11月21日、アイエナジー）
- おま○こ連呼、見せつけ淫語オナニー!!（12月13日、アロマ企画）
- エロい妄想ばかりしていたら出現したボクの影分身をあのコはシゴいてくれた!（12月25日、アロマ企画）

- 従順メス堕ち 寝取らせ種付け変態カップル 他人棒でナマナカ交尾（1月31日、毒宴会）※「あい」名義
- 淫壺焦らし快楽ゴロシ（2月19日、Baby Entertainment）
- 泥酔ハンター vol.02（2月28日、MAD）
- 脱ぎたて黒ストッキングで竿を垂直に固定してノーハンドでしゃぶられ続けるフェラチオ（3月13日、アロマ企画）
- 《舌を出来るだけ深く突っ込むこと》が社則のアナル舐め株式会社 2（6月7日、アロマ企画）
- 人妻とその彼女 義姉を兄から寝取る小悪魔レズビアン（7月1日、U&K）
- レズ盗撮 ノンケのあの娘を部屋に誘って隠し撮り（8月1日、U&K）

- 友人の結婚式帰りに終電逃した同級生3人を自宅に泊めたら…超ラッキー!宅飲みで勝手に盛り上がったアラサー女子達が30歳手前の童貞を筆おろしする朝までナマ中出しSEX!（12月8日、SODクリエイト）

### VR
2018年
- 射精コントロール! オナ指示痴女（9月21日、CASANOVA）
- ナンパした女を連れ込み言葉巧みにVRで撮影。個人的に楽しむなんて嘘に決まってるwww VRハメ撮り師な俺が撮った映像放出 vol.15（11月30日、CASANOVA）
- 山奥の田舎に一日一組限定で巨乳のたわわなお姉さん達が極上のご奉仕を行う温泉宿があるとの噂を聞きつけ訪問することに（12月28日、KMPVR-彩-）

2019年
- Wバイノーラルでフェザータッチ淫語SEX授業（1月18日、KMPVR）
- べろを見続けるVR（1月30日、KMPVR）
- どぴゅっ×9 連続射精（2月9日、KMPVR）
- お尻を近くで見続けるVR（3月27日、KMPVR）
- 射精コントロール! オナ指示痴女SP（4月5日、CASANOVA）
- ナンパした女を連れ込み言葉巧みにVRで撮影。個人的に楽しむなんて嘘に決まってるwww VRハメ撮り師な俺が撮った映像放出 今まで放出してきたいい感じの女を思い切ってまとめてみたwww（6月7日、CASANOVA）
- 目隠しデリヘル ヨダレが止まらない超敏感Mっ子デリ嬢に挿入、中出しまで求められた件（8月14日、マックス・エー）
- 女性カーディーラーの淫らな性営業 試乗前に私に試乗します?（9月4日、ブイワンVR）
- 無防備な彼女を観察するVR（11月27日、マックス・エー）

2020年
- 脅迫探偵者、清楚美人を懲らしめる! 「旦那に渡されたら困ります…」（4月3日、ブイワンVR）

### イメージビデオ
- ピクシースマイル 中●生あいちゃん●才（2010年9月13日、ミスター・インパクト）※「あい」名義
- EDGE（2010年10月16日、テクニカル・スタッフ）※「大島ちろる」名義
- 京都舞妓遊戯（2010年12月24日、ビーエムドットスリー）共演:三橋ひより
- むちゃブリ!! JK X 大島ちろる（2011年1月28日、オルスタックピクチャーズ）※「大島ちろる」名義
- もてもてSchool Girl!!（2011年2月25日、オルスタックピクチャーズ）※「大島ちろる」名義
- 少女自体（2011年4月28日、心交社）
- 着エロアイドルAVデビュー（2011年4月28日、オルスタックピクチャーズ）※「大島ちろる」名義
- 微熱（2011年9月26日、テクニカル・スタッフ）
- 新・美女秘湯めぐり 畑下温泉編（2011年12月24日、マーレーインターナショナル）共演:板垣あずさ
- りあじゅう。（2012年1月23日、Rainbow）※「藤沢ことの」名義
- coming（2012年12月14日、スパークビジョン）※「大島ちろる」名義

### デジタル写真集・コスプレROM
- スマエロプリキュア　キュアＷピース　2013年8月10日]
- 東方RACEQUEENS魔理沙 -Team HIROIN-　2013年8月10日]
- 俺の黒猫がこんなに×××させてくれるわけがない　2013年8月10日]
- ロリライブ　僕らはロリのなかで　2014年2月2日]
- 中二病でも凸守のロリマンに×××してほしいデス　2014年6月23日]
- 中二病でも凸守のロリマンに×××してほしいデス 戀　2014年6月23日]
- 貧乳お嬢様レミリアのぷっくりロリマンを×××したい　2014年9月27日]
- ロリビッチらぶ呂蒙　壱　2014年10月4日]
- ロリビッチらぶ呂蒙　弐　2014年10月4日]
- 俺の妹がこんなにエロフィギュア体型なわけがない　2015年4月6日]
- ラブラキル　2015年4月11日]
- 超高校級の清楚系ビッチ王女　2015年4月25日]
- 東方咲夜ＲＱ　2015年4月26日]

### アダルトサイト
- あい（TOKYO247）
- S-Cute Short No.374 LOVE（S-Cute）
- S-Cute 7th No.86 LOVE（S-Cute）
- S-Cute 7th No.98 LOVE（S-Cute）
- S-Cute 7th LOVE #4（S-Cute）
- REAL STREET ANGELS らぶ（real street angls*）
- GIRL's BLUE  松山静香（GIRL's BLUE)

## 出演

### 成人映画
- 家庭教師 いんび誘惑レッスン（2013年1月18日公開、オーピー映画） - 「相羽夏子」役（主演）
- 小悪魔メイド 後ろからお願いします（2014年7月18日公開、オーピー映画） - 「純」役（主演）
- ギャル番外地２　またシメさせてもらいます（2020年10月23日、オーピー映画）[4]

### テレビ
- THIS IS 嫉妬（2010年9月28日、関西テレビ）
- 東京女子アナ商会（2011年1月 -  3月、パラダイステレビ）
- 24時間テレビ エロは地球を救う 2011（2011年8月20日 - 21日、パラダイステレビ）
- 秘密のラビリンス 〜大人夜会〜（2011年12月 - 2012年2月、BSスカパー!,パーフェクトチョイスHD138）
- おっぱい×おっぱい #1 - #10（2012年1月　- 10月、エンタ!371)
- 魚拓と成瀬のツキとスッポンぽん #116,#117（2016年11月20日,27日、パチ・スロ サイトセブンTV）

### ネット
- 他人のSEXで生きてる人々 #9（2014年2月9日、NOTTV）
- AV女優の花園～～デューンの裏庭 (2023年5月）

## 音楽

### シングル
- Voice of rose（2012年8月30日、Milky Pop Generation）

## 雑誌 ほか
- ビデオ・ザ・ワールド 2010年12月号（コアマガジン） - インタビュー
- 日刊スポーツ 2011年11月22日 - 24日（日刊スポーツ新聞社） - 「接近!今週のAV★FACE」
- 裏アリス 2011年1月号（三和出版） - グラビア「恋するお昼休み」
- 裏アリス 2011年3月号（三和出版） - グラビア「黒髪美少女の花蜜の匂い」
- 週刊実話 2012年5月17日号（日本ジャーナル出版） - グラビア「おもひで時代」
- 週刊実話 2012年8月16日号（日本ジャーナル出版） - グラビア「艶めかしい情婦」